# Straight eller gay?
Straight eller gay?, originaltitel Playing it Straight, dokusåpa producerad i USA. Har sänts i svenska Kanal 5.
Den unga vackra kvinnan Jackie får tillfälle att umgås med fjorton män, som antingen är hetero- eller homosexuella. Hon ska skicka hem dem en i taget, tills bara en återstår. Om han är heterosexuell får han och Jackie en halv miljon dollar var, men om han är homosexuell får han en miljon dollar själv.